# Vågsøy

Wappen von Vågsøy

Vågsøy war eine Kommune im Nordwesten der norwegischen Provinz Sogn og Fjordane (ab 2020 Provinz Vestland), südlich der Halbinsel Stadlandet. Im Zuge der Kommunalreform in Norwegen wurde Vågsøy aufgeteilt: Der Westteil ging mit Flora zur Kommune Kinn zusammen, der Ostteil mit Eid und Selje zu Stad.
Das Kommunezentrum war Måløy (Stadtstatus seit 1997). Das Rathaus Heradsheim wurde 1915 erbaut. Auf einer Fläche von 176 km² lebten 5970 Einwohner (Stand: 1. Januar 2019). Die Kommunennummer war 1439.

## Geschichte
Die Kommune entstand 1964 aus der Zusammenlegung der Vorgängerkommunen Nord-Vågsøy und Sør-Vågsøy. Außerdem wurden die beiden Inseln Husevågøy, Gangsøy und Silda aus den beiden Kommunen Davik und Selje eingegliedert.

## Geografie
Die Kommune lag nördlich des Nordfjords. Im Gebiet der Gemeinde lagen die Inseln Vågsøy, Silda, Husevågøy und Gangsøy. Nachbarkommunen waren Selje im Norden, Vanylven und Eid im Osten und Bremanger im Süden (jenseits des Fjordes). Wichtige Orte, die zur Gemeinde gehörten, waren das Verwaltungszentrum Måløy und die weiteren Ortschaften Raudeberg, Bryggja und Holevik.
Die Gegend rund um die Kommune war von Bergen geprägt, wobei das Synnevahornet mit 612 moh. die höchste Erhebung war. Das Gebiet lag in einer Region mit einem hohen Anteil an Gneis.

## Wirtschaft
Die Hauptwirtschaftszweige waren Fischerei, Fischzucht und Bootsbau. Mehr als 1000 Arbeitsplätze wurden durch die Fischindustrie gestellt. Die Kommune war, gemessen an der angelandeten Menge Fisch (etwa 290.000 Tonnen im Jahre 2004), die größte Fischereikommune in der Provinz Sogn og Fjordane. Es wurden vor allem Makrelen und Heringe gefangen.
Der landwirtschaftliche Wirtschaftszweig ging in den letzten 30 Jahren stark zurück. Die Bauernhöfe der Umgebung betrieben vor allem Tierzucht, da kein Getreide angebaut wurde. Der Großteil der Bauern arbeitete nebenher in einem zweiten Beruf.

## Verkehr

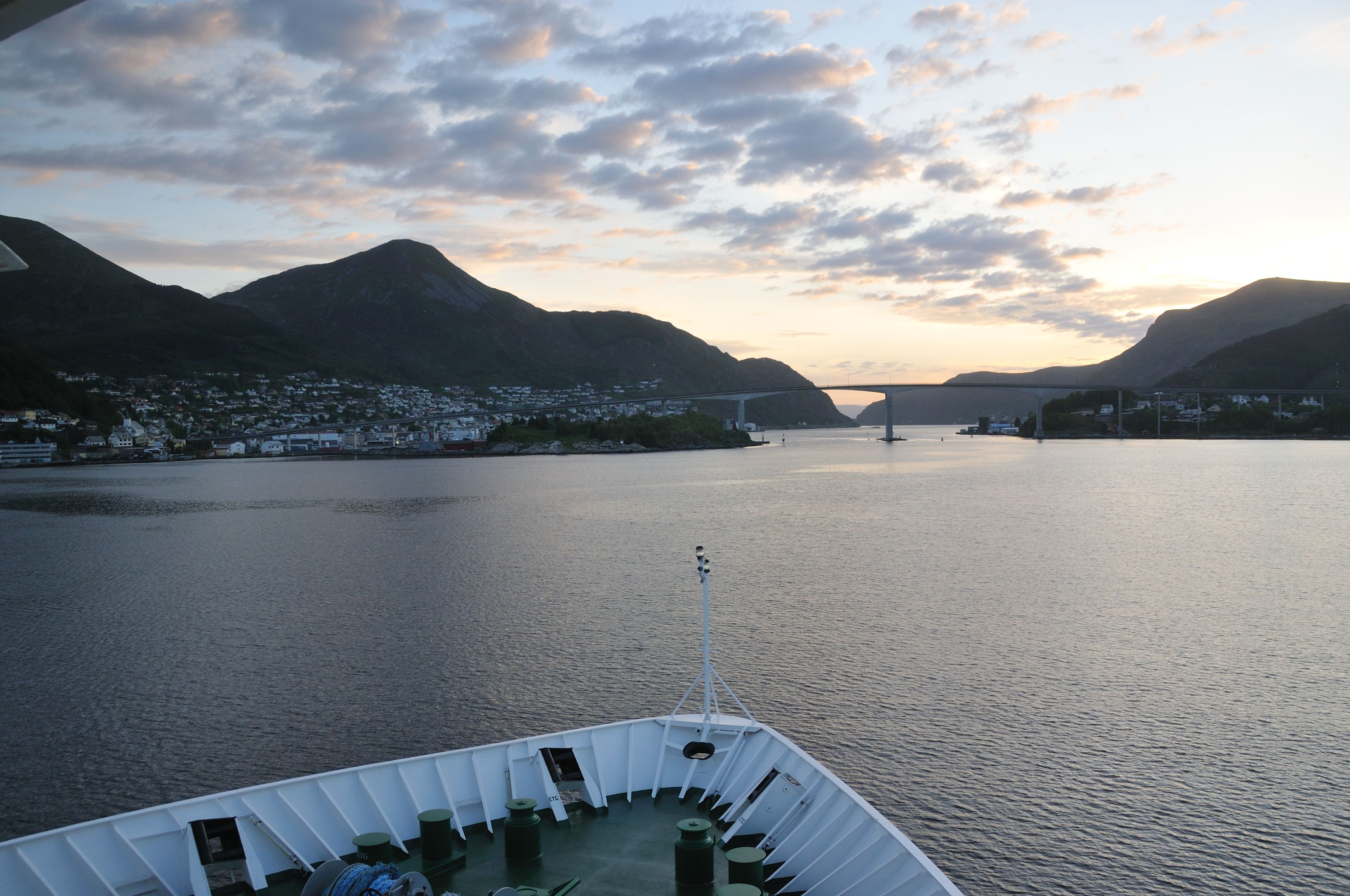
Måløy und die Måløybrua

Die Stadt Måløy liegt am Ulvesund, der im Süden der Meeresbucht Sildegap die Insel vom Festland trennt, und die Stadt und die Insel sind über die 1.224 Meter lange, im Dezember 1973 für den Verkehr freigegebene Måløybrua (Måløybrücke) mit dem Festland verbunden.
Die Schiffe der Hurtigruten laufen Måløy fahrplanmäßig an. Ein Schnellboot verkehrt nach Selje im Norden und südlich nach Florø und Bergen. Auch zu der zur Kommune gehörigen Insel Silda im Sildegap verkehrt fahrplanmäßig ein Motorboot von Måløy mehrmals am Tag.